# Pryazowśke
Pryazowśke (ukr. Приазовське) – osiedle typu miejskiego na Ukrainie, w obwodzie zaporoskim, siedziba władz rejonu pryazowskiego.

## Historia
Status osiedla typu miejskiego posiada od 1957 roku.
W 1989 liczyło 7443 mieszkańców.
W 2013 liczyło 6821 mieszkańców.